# Тив Оль
Тив Оль (кхмер. ទីវ អុល; ? — 1977) — камбоджийский революционер, преподаватель, участник партизанского движения Красных Кхмеров. Репрессирован в 1977 году по обвинению в государственной измене, впоследствии казнен.

## Биография
Тив Оль вступил в ряды Кхмерской народно-революционной партии осенью 1959 года. Возглавлял группу из наиболее радикальных преподавателей Пномпеня. 8 марта 1963 года был включен в перечень из 34 левых реакционеров, составленный принцем Нородомом Сиануком. В 1965—1967 гг. — видный член Ассоциации кхмерско-китайской дружбы (AAKC).
Спасаясь от репрессий правительства Сианука, в 1967 году многие левые преподаватели стали бежать в сельскую местность. Сам Тив Оль покинул столицу в ноябре 1967 года. Сделал карьеру в подполье, входил в партийный центр. Впоследствии Ван Вет заявлял, что был организатором этого побега.
Около 1970 года Тив Оль был назначен начальником партийной ячейки в городе Кратьэх. После того, как Красные Кхмеры установили полный контроль над районом, Тив Оль организовал повторное открытие местной школы и больницы, а также инициировал начала аграрных реформ.
Тив Оль, как и другие в руководители Восточной зоны, был членом фракции, которая имела неоднозначные взгляды на отношения между вьетнамскими и камбоджийскими коммунистами. В 1973 году он заявил, что Северный Вьетнам был хоть и ненадежным, но все же союзником камбоджийских партизан. В 1974 году Тив Оль посетил Ханой. Во время своего визита, он написал стихотворение, воспевающее единство народов Индокитая. Поэма была опубликована в одном из вьетнамских журналов, что привело в ярость Пол Пота.
В 1977 году Тив Оль стал жертвой партийной чистки бывших функционеров AAKC. Арестован 6 июня, впоследствии казнён.

## Личная жизнь
Тив Оль был женат на Ленг Сим Хак.